# Mokhomba
Mokhomba – wieś w Botswanie w dystrykcie Southern. Według spisu ludności z 2011 roku wieś liczyła 959 mieszkańców.